# Побег в СССР Мартина и Митчелла
В сентябре 1960 года два криптолога Агентства национальной безопасности США, Уильям Гамильтон Мартин и Бернон Ф. Митчелл, перебежали на сторону СССР. В секретном исследовании АНБ 1963 года говорилось, что: «Вне всякого сомнения, никакое другое событие не оказало или, вероятно, окажет в будущем большее влияние на программу безопасности Агентства».
Мартин и Митчелл познакомились во время службы в ВМС США в Японии в начале 1950-х годов, и оба присоединились к АНБ в один и тот же день в 1957 году. Они вместе перешли на сторону Советского Союза в 1960 году и на московской пресс-конференции раскрыли и осудили различные политические действия США, особенно провокационные вторжения в воздушное пространство других стран и шпионаж за собственными союзниками. Подчеркивая свои опасения относительно ядерной войны, они заявили: «Мы бы попытались доползти до Луны, если бы думали, что это уменьшит угрозу атомной войны».
В течение нескольких дней после пресс-конференции, со ссылкой на надежный источник, конгрессмен Фрэнсис Э. Уолтер, председатель комитета Палаты представителей по антиамериканской деятельности (HUAC), сказал, что Мартин и Митчелл имели «сексуальные отклонения», что вызвало сенсационное освещение в прессе. Официальные лица США в Совете национальной безопасности в частном порядке поделились своим предположением, что эти двое были частью предательской гомосексуальной сети. С другой стороны, секретные расследования АНБ показали, что пара «сильно преувеличила мнение об их интеллектуальных достижениях и талантах» и дезертировала, чтобы удовлетворить социальные устремления. Комиссия по расследованию антиамериканской деятельности публично заявила о своей интерпретации отношений между Мартином и Митчеллом как о гомосексуализме, и это прочтение на протяжении десятилетий определяло обсуждение Пентагоном совершенного дезертирства.

## Ранняя жизнь и карьера
Уильям Гамильтон Мартин (27 мая 1931 — 17 января 1987) родился в Колумбусе, штат Джорджия. Его семья вскоре переехала в штат Вашингтон, где его отец был президентом Торговой палаты Элленсбурга. Уильям окончил среднюю школу Элленсбурга через два года. После учёбы в Педагогическом колледже Центрального Вашингтона (ныне Университет Центрального Вашингтона) он получил степень по математике в Вашингтонском университете в Сиэтле в 1947 году. Он поступил на службу в военно-морской флот США и служил с 1951 по 1954 год, работая криптологом с Группой морской безопасности в Японии. В качестве хобби Мартин играл в шахматы и коллекционировал рукояти японских мечей (цука).
Бернон Ф. Митчелл (11 марта 1929 — 12 ноября 2001) родился и вырос в Юрике, штат Калифорния, и после года обучения в колледже был зачислен в ВМС США. Он приобрел опыт работы криптологом во время службы на флоте с 1951 по 1954 год, работая в Японии в группе морской безопасности в Ками Сэя. Он остался в Японии ещё на год, работая в Агентстве армейской безопасности. После службы на флоте в 1957 году он получил степень бакалавра статистики в Стэнфордском университете.
Мартин и Митчелл подружились во время службы на флоте на объекте перехвата военно-морской связи в Ками Сея, Япония. Они поддерживали связь, когда каждый возвращался в школу после службы на флоте и снова столкнулись друг с другом, когда каждый был завербован в Агентство национальной безопасности в 1957 году. Их годы в АНБ прошли без происшествий. Мартин получил достаточное признание и дважды был удостоен стипендии для учёбы в магистратуре.

## Предпосылки к побегу
В начале 1958 года Уильям Мартин и Бернон Митчелл приступили к работе в АНБ. В свободное время они посещали шахматный клуб в Вашингтоне, активным участником которого был первый секретарь советского посольства Валентин Иванов. Позднее, после бегства Мартина и Митчелла в СССР Валентин Иванов был объявлен персоной нон грата и был депортирован из США. Несмотря на то, что американское правительство выступило с официальным заявлением, что депортация Иванова не связана с бегством Мартина и Митчелла, некоторые источники указывают на связь произошедших явлений.
В 1958 году произошли и изменения в политическом мышлении Мартина и Митчелла. По сведениям окружающих, их часто можно было увидеть в окружении людей с коммунистическими взглядами, оба открыто поддерживали антиамериканские настроения и критиковали внешнюю политику США. Особое возмущение у Мартина и Митчелла вызывали пролёты самолётов США над территорией СССР с целью сбора разведывательной информации. Собрав необходимую информацию, они встретились с конгрессменом от штата Огайо У. Хейзом, с целью донести информацию о том, что имеет место несанкционированное нарушение воздушного пространства СССР. Однако Хейз ошибочно посчитал, что Мартин и Митчелл являются сотрудниками ФБР и эта встреча является проверкой на умение Хейза хранить секреты и не дал ответа.
В декабре 1959 года Мартин и Митчелл, нарушив установленные в АНБ правила безопасности, посетили Гавану, где произошла встреча с представителями внешней разведки КГБ. Мартин и Митчелл раскрыли определённую информацию сотрудникам внешней разведки. В ответ они получили убеждения в том, что все это делается ради мира и безопасности на планете.
После проведенной встречи, Мартин и Митчелл, до этого весьма эмоционально сдержанные, начали с энтузиазмом рассказывать об увиденном на Кубе и общественном устройстве СССР. Подобное поведение не осталось не замеченным сотрудниками АНБ и, с целью ограничить Мартина и Митчелла от секретной информации, им была предложены стипендии для обучения в университетах. В результате Мартин получил стипендию для продолжения образования в Иллинойском университете, а Митчелл — в Вашингтонском.
По словам Галины Митчелл, вдовы Бернона Митчелла, Бернон Митчелл и Уильям Мартин не были коммунистами; они выбрали Советский Союз по двум причинам: там женщины могли работать наравне с мужчинами и потому, что в СССР была развита шахматная культура .

## Побег
25 июня 1960 года Митчелл и Мартин выехали из США в Мексику. Затем они отправились в Гавану, а оттуда на советском грузовом судне отправились в СССР. 5 августа Пентагон заявил, что они не вернулись из отпуска и было сделано заявление: «Есть вероятность, что они убежали за железный занавес». 6 сентября 1960 года Митчелл и Мартин появились на совместной пресс-конференции в Доме журналистов в Москве и заявили, что запросили убежище и советское гражданство.
В ходе конференции перебежчики впервые обнародовали миссию и деятельность АНБ в подготовленном заявлении, написанном ими: «без консультаций с Правительством Советского Союза». В нём говорилось: «Правительство Соединённых Штатов так же беспринципно, как и их обвинения Советского правительства». Они также сообщили:
Наше основное недовольство касалось некоторых методов, используемых США при сборе разведывательной информации... умышленное нарушение воздушного пространства других государств... перехват и расшифровка секретных сообщений собственных союзников...
Возможно, враждебность США по отношению к коммунизму возникает из чувства незащищенности, порождаемого достижениями коммунистов в науке, культуре и промышленности.

Как мы знаем из нашего предыдущего опыта работы в АНБ, США успешно читают защищенные сообщения более чем сорока государств, включая своих собственных союзников.
Они особенно критиковали мнение генерала Томаса С. Пауэра, который незадолго до побега Митчелла и Мартина заявил комитету Конгресса, что США необходимо сохранить ядерный потенциал для первого удара, и несогласие сенатора Барри Голдуотера с предложенным запретом ядерных испытаний и переговорами по договору о разоружении. За несколько дней до конференции, США признали совершение разведывательных полетов над зарубежными странами в последние годы, но Мартин и Митчелл заявили, что они знают из своей службы ВМС, что такие полеты проходили ещё в 1952—1954 годах. Они подробно описали полет C-130 США над Советской Арменией, который был сбит войсками СССР. Мартин и Митчелл утверждали, что он был предназначен для того, чтобы получить представление о советской обороне, и поэтому представлял американский интерес в нападении на СССР, а не в защите от них. Они также жаловались на ограничения свободы в США, такие как государственная конфискация почты, особенно свободы тех, кто «неверующие» или «политические убеждения которых непопулярны». В интервью советскому информагентству ТАСС в декабре 1960 года они выразили убеждение, что американский шпионаж против СССР, союзников США и нейтральных стран будет продолжаться без изменений, несмотря на инаугурацию нового американского президента в январе 1961 года

### Первоначальные обвинения в гомосексуализме
The New York Times описала их как «давних друзей-холостяков» и сообщила, что они улыбались друг другу только тогда, когда описывали социальные преимущества, которые они ожидали в Советском Союзе, где в их подготовленном заявлении говорилось: «Таланты женщин поощряются и используются в гораздо большей степени в Советском Союзе, чем в Соединённых Штатах. Мы считаем, что это обогащает советское общество и делает советских женщин более желанными в качестве партнеров».
Вопрос о сексуальности пары был поднят и отвергнут правительством: «Представитель Фрэнсис Э. Уолтер, демократ от Пенсильвании [и председатель Комитета по деятельности Палаты представителей США], отрицал, что он сделал заявление, о котором сообщило информационное агентство, о том, что один из мужчин был описан как гомосексуалист в докладе Федерального бюро расследований». Представитель Пентагона заявил журналистам, что в личных записях Митчелла и Мартина нет ничего, что свидетельствовало бы о гомосексуальности или сексуальном извращении. На следующий день конгрессмен Ф. Э. Уолтер прямо заявил, что источник, которому он доверял, сообщил ему, что оба перебежчика были «известны своим знакомым как гомосексуалисты». Это обвинение было быстро подхвачено прессой и сразу же привело к рассказам о гомосексуалистах, набирающих «других людей с сексуальными отклонениями» на работу в федеральное правительство. Газета Hearst назвала Мартина и Митчелла «двумя дезертировавшими шантажированными специалистами-гомосексуалистами» и «командой любви». Time сообщила, что обзор проверок безопасности показал, что визит Митчелла к психиатру был «предположительно из-за озабоченности гомосексуальными тенденциями».

## Более поздние годы
Согласно последнему отчету правительства, Мартин, свободно владевший русским языком, учился в Ленинградском университете (ныне Санкт-Петербургский государственный университет) и использовал имя Владимир Соколский. Женился на советской гражданке, с которой развёлся в 1963 году. Позже он заявил советской газете, что его бегство было «глупостью». Он также выразил разочарование тем, что советские граждане не доверяют ему важную работу. Он изредка обращался за помощью к американским посетителям в организации репатриации, в том числе к вице-президенту фонда Кайзера Дональду Даффи и музыканту Бенни Гудмену. В другом случае он сказал американцу, что до бегства он верил в видение СССР, представленное пропагандистскими изданиями, такими как «СССР» и «Советская жизнь». К 1975 году источник сообщил американскому правительству, что Мартин был «полностью разочарован в произошедшем». В 1979 году он запросил в американском консульстве информацию о репатриации. В результате его дело было рассмотрено, и он был лишен американского гражданства. Затем ему отказали в разрешении на иммиграцию в США, а затем отказали в туристической визе. Мартин в конце концов покинул Советский Союз и умер от рака в Мексике 17 января 1987 года в госпитале Тихуаны Дель Мар. Он был похоронен в США.
Меньше известно о Митчелле. Отказавшись от американского гражданства, он остался в Советском Союзе. Женился на Галине Владимировне Яковлевой, члене факультета фортепиано Ленинградской консерватории. Работал в Институте Бонч-Бруевича в Ленинграде программистом. В 1979 году Бернон Митчелл пытался эмигрировать в США вместе со своей женой Галиной. После того как об этом стало известно, Галину исключили из рядов Коммунистической партии Советского Союза. После рассмотрения документов Бернону Митчеллу было отказано во въезде в США. Визу выдали только Галине, а ехать без мужа она отказалась. Митчелл умер от сердечного приступа в ноябре 2001 года, похоронен в Санкт-Петербурге.

## Расследование правительства
У дезертирства была другая жизнь внутри разведывательного сообщества США. На заседании Совета национальной безопасности в октябре 1960 года чиновники рассмотрели ответ на дело Мартина-Митчелла. Генеральный прокурор Уильям П. Роджерс считал, что у Советов был список гомосексуалистов для использования в их усилиях по вербовке и шантажу, что Мартин и Митчелл были частью «организованной группы». Некоторые на встрече думали, что тесты на полиграфе помогут предотвратить наем гомосексуалистов. Сам президент Эйзенхауэр хотел, чтобы центральная власть координировала все правительственные списки гомосексуалов.
Чтобы предотвратить другое происшествие, АНБ нужно было понять, что мотивировало перебежчиков. Их первоначальное расследование оказалось мало интересным. Заметки о психологических консультациях 1940-х годов описывали Мартина как «блестящего, но эмоционально незрелого» и предлагали диагноз «начинающийся невроз характера с шизоидными наклонностями» и упоминали, что он, вероятно, «садист». Митчелл сказал АНБ, когда его спросили вскоре после начала работы в Агентстве, что он экспериментировал в сексе в подростковом возрасте с собаками и цыплятами. Немедленный ответ АНБ был сосредоточен на сексуальных проблемах. В июле 1961 года Агентство объявило о том, что оно уволило 26 сотрудников, которые, по его мнению, имеют «сексуальные отклонения», хотя и добавило, что «не все были гомосексуалистами».
Тем не менее, ряд расследований АНБ мало учитывал роль сексуальности в бегстве Митчелла и Мартина. В 1961 году доклад АНБ назвал их «близкими друзьями и несколько антисоциальными», «эгоистичными, высокомерными и неуверенными молодыми мужчинами, чье место в обществе было гораздо ниже, чем они считали заслуженным», с «сильно раздутыми мнениями относительно их интеллектуальных достижений и талантов». В 1963 году, в другом докладе АНБ не было обнаружено «никаких четких мотивов», что они не были завербованы иностранцами, и они назвали дезертирство «импульсивным». Файлы АНБ, полученные журналистами в Seattle Weekly в 2007 году, привели окончательные показания знакомых женщин, которые подтвердили их гетеросексуальность. Единственными зафиксированными извращениями были «всеуправляющий садомазохизм» Мартина. Он иногда наблюдал за женщинами, занимающихся сексом, или сам занимался сексом с несколькими женщинами-партнерами.
В 1962 году Комитет по деятельности конгресса Уолтерса в США (HUAC) завершил 13-месячное расследование и выпустил доклад о перебежчиках. Там указывается о разговоре Митчелла с психиатром, где он вспоминал, что имел сексуальный опыт и с мужчинами, и с женщинами, и не был обеспокоен о своей сексуальной ориентации. В отчете, таким образом, упоминаются его «гомосексуальные проблемы». В докладе никогда не было определено обоснование для бегства Митчелла и Мартина, но основное внимание было уделено неадекватности руководства, которое предоставило им разрешения на работу с секретными документами, несмотря на доказательства наличия «гомосексуальности или других сексуальных аномалий», атеизма и симпатии коммунистам со стороны одного или обоих мужчин. В докладе содержится ряд рекомендаций в отношении практики найма АНБ и расследований по вопросам безопасности, которые были оперативно приняты Агентством.
Более поздние правительственные анализы вышли за рамки характеристик в отчете HUAC. Несмотря на высказанное ранее обратное, исследование Службы безопасности обороны Пентагона 1991 года, которое все ещё использовалось в 2007 году, назвало Мартина и Митчелла «общеизвестными гомосексуалистами».